# Птолемеј I Македонски
Птолемеј I Македонски је био краљ античке Македоније од 368. п. н. е. до 365. п. н. е. Птолемеја је послапо македонски краљ Аминта III као изасланика у Атину 375–373 п. н. е. Након Аминтине смрти, он је започео везу са својом удовицом Еуридиком. Године 368. п. н. е. убио је њеног сина Александра II да би стекао контролу над престолом. Његове поступке нису добро цијениле водеће породице Македоније, које су позвале тебанског генерала Пелопиду да поново успостави мир. Као дио мировног споразума, Филип, млађи брат Александра II, одведен је као талац назад у Тебу. Пошто је млађи брат Александра II, Пердика III, био малољетан када је Александар II убијен, Птоломеј је владао као регент.